# Aaahh!!! Real Monsters
Aaahh!!! Real Monsters (no Brasil: Ahhh! Monstros) é uma série animada de televisão americana desenvolvida por Klasky Csupo para a Nickelodeon. O programa se concentra em três jovens monstros - Ickis, Oblina e Krumm - que frequentam uma escola para monstros sob um lixão da cidade e aprendem a assustar os humanos. Muitos dos episódios giram em torno deles chegando à superfície a fim de realizar "sustos" como tarefas de classe.

## Enredo
Os episódios seguem as aventuras de Ickis, Oblina e Krumm, três jovens amigos monstros que frequentam uma escola de monstros cujo diretor é The Gromble.
O show se passa na cidade de Nova York, demonstrado ao longo da série pela presença do Empire State Building e do IND Subway System, e no episódio "Monster Make-Over", quando Ickis se refere a si mesmo como "o mais feio e nojento... ameaça monstro deste lado de Newark! " O lixão em que os monstros habitam está implícito como sendo Fresh Kills Landfill, mas nunca explicitamente nomeado na série. A comunidade de monstros inclui um sistema econômico funcional que usa as unhas dos pés como moeda.[carece de fontes?]